# اقتصاد وضعي
الاقتصاد الوضعي (أو الموضوعي) هو فرع من علم الاقتصاد يعنى بوصف الظاهرة الاقتصادية وتفسيرها. وهو يركز على الحقائق والعلاقات السببية ويتضمن طرح النظريات الاقتصادية، ويتجنب أي أحكام قيمية اقتصادية، أي لا يساند مدرسة أو فكرا اقتصاديا أو سياسة بعينها. فإذا سالت أحد علماء الاقتصاد الوضعي عن ما رأيه في السياسة النقدية في المملكة العربية السعودية على سبيل المثال، فان إجابته ستدور حول علاقة أسعار الفائدة في الوقت الحالي بمعدل التضخم صعودا وهبوطا. وسيتجنب القول أنها سياسة ناجحة أو فاشلة. انه علم توصيفي في المقام الأول.
فالاقتصاد الوضعي ينظر إلى الحقائق ويوضح طبيعة العلاقات التي تربطها فالقول إن انخفاض أسعار النفط بمقدار دولار واحد يؤدي إلى انخفاض إيرادات الدول المصدرة للنفط‘ والقول إن زيادة رأس المال تؤدي إلي زيادة إمكانات الإنتاج لدى المجتمع هما تعبيران موضوعيان‘ أي يوضحان ماذا يحدث في ظل ظروف محددة.